# Daniel Šváby
Daniel Šváby (* 1951) ist ein slowakischer Jurist und ehemaliger Richter am Europäischen Gerichtshof.

## Leben und Wirken
Šváby studierte Rechtswissenschaften an der Universität Bratislava, wo er auch zum Dr. iur. promoviert wurde. Anschließend trat er in den Staatsdienst ein und wurde zunächst Richter am Bezirksgericht Bratislava. Später wechselte er an das Berufungsgericht für Zivilsachen in Bratislava, zu dessen Vizepräsident er bald aufstieg. Nach Tätigkeiten am Justizministerium war er für kurze Zeit als Wirtschaftsrichter am Obersten Gericht der Slowakei tätig. Später war er Mitglied der Europäischen Kommission für Menschenrechte. Von 2000 bis 2004 war Šváby schließlich Richter am slowakischen Verfassungsgericht. 2004 wechselte er in die europäische Gerichtsbarkeit und wurde Richter am Gericht der Europäischen Union. Vom 7. Oktober 2009 bis zum 7. Oktober 2021 war Šváby Richter am Europäischen Gerichtshof. Sein Nachfolger wurde Miroslav Gavalec.